# Elżbieta Sałata
Elżbieta Sałata – polska specjalistka w zakresie pedeutologii, prorektor Uniwersytetu Technologiczno-Humanistycznego im. Kazimierza Pułaskiego w Radomiu.

## Życiorys
Elżbieta Sałata w 1985 otrzymała tytuł magistra inżynierii chemii na Wydziale Materiałoznawstwa i Technologii Obuwia Wyższej Szkoły Inżynierskiej im. Kazimierza Pułaskiego w Radomiu (obecnie Uniwersytet Technologiczno-Humanistyczny, UTH). W tym samym roku uzyskała uprawnienia pedagogiczne, rok później kwalifikacje pedagogiczne nauczyciela akademickiego, zaś w 1996 ukończyła studia podyplomowe z techniki i informatyki. W 1998 uzyskała w Wyższej Szkole Pedagogicznej w Bydgoszczy stopień doktora nauk humanistycznych w zakresie pedagogiki na podstawie dysertacji Funkcje założone a rzeczywiste młodych nauczycieli akademickich (promotor – Zdzisław Chromiński). W 2012 habilitowała się w dyscyplinie nauk społecznych na Uniwersytecie Konstantyna Filozofa w Nitrze, przedstawiając dzieło Teoria i praktyka w przygotowaniu nauczycieli edukacji techniczno-informatycznej.
Zainteresowania naukowe Sałaty obejmują problematykę kształcenia i doskonalenia nauczycieli, ich kompetencje, dydaktykę ogólną, pedagogikę.
Pracę zawodową rozpoczęła w 1986 na macierzystej uczelni jako asystentka w Zakładzie Kształcenia Pedagogicznego, następnie adiunktka w Katedrze Wychowania Technicznego. W latach 2010–2012 dyrektorka Instytutu Informatyczno-Technicznego Wydziału Nauczycielskiego UTH. W latach 2012–2016 prodziekan ds. współpracy z zagranicą Wydziału Filologiczno-Pedagogicznego UTH. Prorektor ds. dydaktycznych i studenckich w kadencji 2020–2024.
Pracowała także jako nauczycielka chemii w Centrum Kształcenia Ustawicznego oraz techniki w Szkole Podstawowej nr 21 w Radomiu. W latach 2002–2011 wykładała w Wyższej Szkole Pedagogicznej ZNP w Warszawie.
Elżbieta Sałata opracowywała na zlecenie Ministerstwa Rodziny, Pracy i Polityki Społecznej standardy kompetencji zawodowych. Członkini Zespołu Pedagogiki i Pracy Komitetu Nauk Pedagogicznych PAN, Polskiego Towarzystwa Pedagogicznego i Towarzystwa Kultury Technicznej NOT, była stałą uczestniczką Ogólnopolskiego Seminarium Badawczego organizowanego Akademii Pedagogiki Specjalnej w Warszawie. Profesor wizytująca Uniwersytetu im. Konstantego Filozofa w Nitrze, Słowackiego Technicznego Uniwersytetu w Bratysławie, Uniwersytetu im. Mateja Bela w Bańskiej Bystrzycy i Uniwersytetu Ostrawskiego.
Mężatka, matka dwóch synów.

## Odznaczenia
- Brązowy Krzyż Zasługi (2002)[1]
- Medal Komisji Edukacji Narodowej (2006)[1]

## Publikacje książkowe
- Elżbieta Sałata: Funkcje założone a rzeczywiste młodych nauczycieli akademickich. Radom: Wydawnictwo Politechniki Radomskiej, 1999, s. 154. OCLC 830220040.
- Elżbieta Sałata: Metoda projektów w teorii i praktyce. Radom: Wydawnictwo Politechniki Radomskiej, 2004, s. 103. OCLC 749766930.
- Elżbieta Sałata: Nauczanie problemowe w edukacji technicznej. Radom: Wydawnictwo Politechniki Radomskiej, 2010, s. 159. ISBN 978-83-7351-407-2.
- Elżbieta Sałata: Teoria i praktyka przygotowania nauczycieli edukacji techniczno-informatycznej. Radom: Wydawnictwo Uniwersytetu Technologiczno-Humanistycznego, 2013, s. 221. ISBN 978-83-7351-404-1. ISSN 1641-5278.